# Ġ
Ġ, ġ (G с точкой сверху) — буква расширенной латиницы. Точка иногда[когда?] размещается внутри заглавной буквы.

## Использование
- Ġ используется в некоторых транскрипциях арабского языка, таких как DIN 31635 и ISO 233, для обозначения буквы غ (ġain).
- В одной из версий чеченского латинизированного алфавита Ġ обозначает звук [ʁ], тем самым являясь аналогом кириллического диграфа гI.
- Ġ ранее использовалась в ирландском для обозначения лениции G. Сейчас для этих целей используется диграф gh.
- Ġ — седьмая буква мальтийского алфавита, в котором стоит между F и G и обозначает звук [d͡ʒ].
- Ġ иногда использовалась в академическом древнеанглийском для передачи мягкого G, произносимого как /j/, чтобы отличать его от /g/, который иначе писался так же. Эти два звука были неотличимы в англосаксонском письме.
- Ġ используется в некоторых украинских транслитерационных системах, в основном в ISO 9:1995, для транслитерации буквы Ґ.
- ġ иногда используется в качестве фонетического символа для транскрипции [ɣ] или [ŋ].
- В языке инупиак этой буквой обозначается звук [ʁ].

## Кодировка
ISO 8859-3 (Latin-3) включает Ġ в D5 и ġ в F5 для использования в мальтийском и ISO 8859-14 (Latin-8) включает Ġ в B2 и ġ в B3 для использования в ирландском.